# Al-Salih Ayyub
Al-Ṣāliḥ Najm al-Dīn Ayyūb, (in arabo الملك الصالح نجم الدين ايوب‎?) - il cui laqab fu Abū al-Futūḥ (in arabo أبو الفتوح‎?, "Quello delle conquiste") - più noto come al-Malik al-Ṣāliḥ (Il Cairo, 5 novembre 1205 – Mansura, 22 novembre 1249), è stato un sultano ayyubide d'Egitto dal 1240 al 1249.

## Biografia
Al-Malik al-Ṣāliḥ Najm al-Dīn Ayyūb divenne ostaggio a 16 anni, nel 1221, dei cristiani della Quinta Crociata, mentre Giovanni di Brienne diventava a sua volta ostaggio del padre di al-Ṣāliḥ Ayyūb, il sultano al-Malik al-Kāmil, fin quando Damietta non fu ricostruita e restituita all'Egitto.
Nel 1232 gli fu attribuito il feudo di Hasankeyf (che all'epoca si chiamava Ḥiṣn Kayfā), nella Jazīra (regione a settentrione dell'Iraq e della Siria attuali, con una propaggine in Anatolia), che suo padre aveva strappato agli Artuchidi. 

Nel 1234 suo padre lo inviò a governare Damasco, rimuovendolo dalla successione al trono d'Egitto per il forte e non immotivato sospetto che egli stesse cospirando contro di lui grazie all'alto numero di mamelucchi che s'era personalmente comprato. 
Suo zio al-Ṣāliḥ Ismāʿīl lo espulse quasi immediatamente da Damasco, non intendendo rinunciare al suo potere ed egli fu allora costretto a rifugiarsi nella Jazīra, dove riuscì ad allearsi con le bande dei Corasmi, sbandatisi dopo l'eliminazione del loro regno da parte dei Mongoli di Gengis Khan.
Nel 1236, al-Ṣāliḥ Ayyūb riuscì a costituirsi una signoria indipendente ad Āmid, Ḥarrān, Edessa, Nisibis e Khābūr ma, quando nel 1238 al-Malik al-Kāmil morì e a lui succedette il figlio al-'Adil II, fratello minore di al-Ṣāliḥ Ayyūb, quest'ultimo reagì e già nel 1240 era riuscito a rovesciare al-ʿĀdil II e ad assumere il controllo dell'Egitto.
Nel 1244 i Corasmi saccheggiarono Gerusalemme, che era stata consegnata a Federico II di Svevia da al-Malik al-Kāmil con un accordo che va sotto il nome alquanto abusivo di Sesta Crociata. Alla fine di quello stesso anno, al-Ṣāliḥ Ayyūb e i Corasmi sconfissero al-Ṣāliḥ Ismāʿīl nella Battaglia di La Forbie, in Siria, visto che lo zio di al-Ṣāliḥ Ayyūb s'era alleato col Regno di Gerusalemme. Nel 1245 al-Ṣāliḥ Ayyūb conquistò Damasco. L'anno seguente le forze unite degli Ayyubidi sconfissero i Corasmi, che avevano fino ad allora messo a ferro e fuoco la Siria e che avevano cessato dal riconoscere al-Ṣāliḥ Ayyūb come loro signore.
Nel 1249 Luigi IX di Francia invase l'Egitto nel corso della Settima Crociata e occupò subito Damietta, nel delta del Nilo. Al-Ṣāliḥ Ayyūb si trovava allora in Siria per combattere lo zio ma tornò rapidamente in Egitto e si accampò a Mansura, dove però morì a causa dei postumi dell'amputazione della gamba, resasi necessaria per curare la grave infezione che l'aveva colpito nel mese di novembre. L'erede di al-Ṣāliḥ Ayyūb, al-Muʿaẓẓam Tūrānshāh, era lontano da al-Mansūra, a Ḥiṣn Kayfā, e la sua vedova, l'intraprendente Shajar al-Durr, nascose la morte del marito fin quando Tūrānshāh non arrivò. Ciò nonostante i mamelucchi del suo esercito, reclutati in gran parte tra i turchi Kipchak, presero il controllo della situazione in Egitto, dopo aver assassinato Tūrānshāh e a loro si dovette la vittoria conseguita ai danni dei Crociati, malamente condotti dal santo re di Francia e dai suoi ancor meno avveduti consiglieri.
La dinastia cui dettero vita, quella dei Mamelucchi Bahri, ricevette questa denominazione dai loro accasermamenti posti sull'isola di Roda, sul Nilo (in Lingua araba Bahr al-Nīl).
I Bahriyya furono però anche chiamati Ṣālihiyya, a causa del loro signore al-Ṣāliḥ Ayyūb. I Mamelucchi tuttavia non assunsero subito il controllo della Siria, per cui in questa regione seguitarono a governare alcune famiglie cadette degli Ayyubidi e solo più tardi i Mamelucchi riuscirono nuovamente a governare entrambi i paesi.
Al-Ṣāliḥ Ayyūb aveva acquistato tra i suoi mamelucchi uno schiavo che sarebbe più tardi diventato a sua volta un Sultano assai importante: Qalāwūn al-Alfī per 1000 dīnār.